# Тамбов
Тамбов (на руски: Тамбов) е град в Русия, административен център е на Тамбовска област. Населението на града през 2018 година е 293 661 души. Разположен е на река Цна (басейн на р. Волга). Химн на града е маршът Прощаването на славянката с музика на Василий Агапкин.

## Климат
Климатичните условия на Тамбов се определят от неговото географско положение. Климатът е умерено континентален, като в него добре са изразени всички годишни сезони. Средната температура на студения месец (януари) е около -10 °C, като най-топлият е юли със средна температура около 25 °C. Годишното количество валежи е между 350 до 700 мм, като по-голямата част от тях падат през топлия период на годината. Продължителността на топлия период е около 154 дни. В района на града преобладават ветрове с южно, югозападно и частично северозападно направление.
- Средногодишна температура – +5,1 °C
- Средногодишна скорост на вятъра – 3,4 м/с
- Средногодишна влажност на въздуха – 75 %

## Административно деление
Град Тамбов има 3 района:
- Ленински
- Октомврийски
- Съветски

## Демография
| 1811    | 1861    | 1897    | 1926    | 1939    | 1959    |
| ------- | ------- | ------- | ------- | ------- | ------- |
| 16 800  | 32 000  | 48 000  | 73 700  | 123 200 | 172 000 |
| 1970    | 1979    | 1989    | 1996    | 2002    | 2007    |
| 230 000 | 270 100 | 304 600 | 318 100 | 293 658 | 281 800 |

## Транспорт
Въздухоплаването се осъществява чрез Донски аеропорт.

## Образование
- Тамбовски държавен технически университет
- Тамбовски държавен университет „Г. Р. Державин“
- Тамбовски държавен музикално-педагогически институт
- Тамбовски областен физико-математически лицей №14
- Тамбовски лингво-математически лицей № 29
- Тамбовска гимназия № 7

## Култура
- Драматичен театър
- Областна филхармония
- Краеведчески музей
- Картинна галерия

## Промишленост
- „Пигмент“ Архив на оригинала от 2008-04-16 в Wayback Machine.
- Тамбовски вагоноремонтен завод
- Завод „Октябрь“
- Завод „Ревтруд“
- Завод „Полимермаш“
- Завод за лагери („Завод подшипников скольжения“)
- Завод „Електроприбор“
- Завод „Комсомолец“
- Завод за технологическо оборудване
- Завод „АРТИ“

## Личности
- Андрей Попов (1841 – 1881), руски палеославист, археограф и изворовед
- Виктория Барба (1926 - 2020), молдовска режисьорка, доайен на молдовското анимационно кино
- Константин Фалберг (1850 – 1910), руски химик, открил захарина
- Пьотър Галперин (1902 – 1988), руски съветски психолог
- Андрей Колмогоров (1903 – 1987), руски математик
- Анастасия Родионова (р. 1982), руска професионална тенисистка
- Юрий Жирков (р. 1983), руски футболист
- Арина Родионова (р. 1989), руска професионална тенисистка

## Забележителности
- Спасо-Преображенски катедрален събор на Тамбов
- Казански храм на Тамбов
- Сграда на ТГМПИ (по-рано известно като „Музучилище“)
- Паметник на Зоя Космодемянска
- Областна библиотека „А. С. Пушкин“
- ТВ мачта 360 м от 1991 г.